# 丁同仁
丁同仁（1929年—2014年10月10日），男，浙江诸暨人，中国数学家，曾任北京大学教授、博士生导师，中国数学会理事。